# Henriettella
Henriettella es un género de plantas perteneciente a la familia Melastomataceae. 

## Descripción
Son arbustos o árboles pequeños, con ramitas teretes o cuadradas, glabras a variadamente pubescentes. Las hojas cartáceas a subcoriáceas, enteras a serruladas, 3–5-nervias o 3–7-plinervias. Las inflorescencias de múltiples fascículos bracteolados, amontonados en los nudos defoliados, flores 4–5-meras, pediceladas; hipantos campanulados a globosos; cáliz truncado o cortamente lobado, glabro adaxialmente, los dientes exteriores subapicales cónicos, cortamente subulados u obsoletos; pétalos ovados a lanceolados, obtusamente agudos a obtusos apicalmente, generalmente con un mucrón subapical, blancos o amarillentos; estambres 10, isomorfos, glabros, anteras con un poro ventral o dorsalmente inclinado o más o menos rimosas, conectivo a veces ligeramente prolongado o bilobado abajo de las tecas, generalmente sin apéndices; estigma clavado, truncado o alargado-capitelado, ovario (3) 4–5-locular, parcial a totalmente ínfero. El fruto es una baya; semillas obovado-anguladas u obovado-redondeadas, tuberculadas en los ángulos a apenas foveoladas o papiladas cuando secas.

## Distribución y hábitat
Género con 30–40 especies de tierras bajas, distribuido desde Guatemala hasta Bolivia, el sureste de Brasil y en las Antillas; 5 de las 9 especies mesoamericanas se encuentran en Nicaragua.

## Taxonomía
Henriettella fue descrito por Charles Victor Naudin y publicado en Annales des Sciences Naturelles; Botanique, sér. 3 18(2): 107. 1852. La especie tipo es: Henriettella seemannii Naudin.

## Especies aceptadas
A continuación se brinda un listado de las especies del género Henriettella aceptadas hasta mayo de 2012, ordenadas alfabéticamente. Para cada una se indica el nombre binomial seguido del autor, abreviado según las convenciones y usos:
- Henriettella aggregata (D. Don) Triana
- Henriettella bracteosa Wurdack
- Henriettella caudata Gleason
- Henriettella cuneata (Standl.) Gleason
- Henriettella duckeana Hoehne
- Henriettella fascicularis (Sw.) C. Wright
- Henriettella fissanthera Gleason
- Henriettella flavescens (Aubl.) Triana
- Henriettella heteroneura Gleason
- Henriettella hondurensis Wurdack
- Henriettella lawrencei Gleason
- Henriettella loretensis Gleason
- Henriettella lundellii Wurdack
- Henriettella odorata Markgr.
- Henriettella ovata Cogn.
- Henriettella prancei Wurdack
- Henriettella punctata (Griseb.) Triana
- Henriettella rimosa Wurdack
- Henriettella seemannii Naudin
- Henriettella sessilifolia Triana
- Henriettella steyermarkii Wurdack
- Henriettella sylvestris Gleason
- Henriettella tachirensis Wurdack
- Henriettella tovarensis Cogn.
- Henriettella trachyphylla Triana
- Henriettella tuberculosa Donn. Sm.
- Henriettella verrucosa Triana